# Estadio Los Búcaros
El Estadio Los Búcaros, también conocido como Estadio Municipal de Barbosa, es un estadio de fútbol ubicado en Barbosa (Colombia).

## Uso en primera división
Para el Torneo Apertura 2011 de la Primera A, en este escenario jugó como local el Independiente Medellín las últimas fechas, ya que se tuvo inconvenientes para poder utilizar el Estadio Atanasio Girardot y el Estadio Polideportivo Sur por las obras de remodelación que se adelantan en el primero para el Mundial Sub-20, y los desórdenes de algunos hinchas del Atlético Nacional en el segundo que obligaron a las autoridades de ese municipio a no facilitar su préstamo tanto a Medellín como a Nacional.

## Uso actual
En la actualidad, este escenario sirve para los partidos en condición de local del Club Deportivo Estudiantil, equipo que juega en las categorías formativas de la Difutbol en los torneos nacionales Sub-15 y Sub-20.
Entre 2022 y 2023 acogió los partidos de local del club Soccer Law en la Primera C, y fue sede de la final (ida) de la Primera C 2023 entre Total Soccer y Ciamen F. C.